# Matra (prenda)
La matra es una manta burda de lana o algodón que se coloca encima de la sudadera o la reemplaza. Se coloca sobre el lomo del caballo al ensillarlo y encima de la misma va la carona. La palabra matra explica la existencia de otra palabra: matrero ya que se llamaba gaucho matrero o matrero al gaucho que evadía la ley impuesta por los rivadavianos en los 1820 y luego recalcada por los  mitristas desde los 1860 (por ejemplo los gauchos llamados "matreros" eludían ser conchabados o ser reducidos a "peones rurales" al mando de un "patrón" estanciero), en tal caso tales gauchos frecuentemente, declarados «fuera de la ley» no les quedaba otra opción que una vida de trashumancia montando a su caballo y pernoctando usando a las matras como si fueran cobijas.